# Sounds of Summer: The Very Best of The Beach Boys
Sounds of Summer: The Very Best of The Beach Boys è una raccolta musicale del 2003 dei The Beach Boys, pubblicata della Capitol Records.

## Il disco
Con le sue trenta tracce per un totale di 76 minuti di durata, Sounds of Summer è la più lunga raccolta della discografia dei Beach Boys e comprende tutte le US Top 40 hit della loro carriera. Solo 5 delle tracce qui presenti sono state scritte e suonate dopo il 1969 e molte hit del gruppo come This Whole World, Surf's Up, Sail On, Sailor non sono state incluse nella raccolta.
Sounds of Summer: The Very Best of The Beach Boys venne pubblicata in seguito all'uscita dei tre volumi di successi distribuiti tra il 1999 e il 2000 e raggiunse il sedicesimo posto delle chart statunitensi (il loro punto più alto dal disco del 1976, 15 Big Ones) mantenendo la sua permanenza in tali classifiche per 104 settimane. Correntemente certificato con un doppio platino, Sounds of Summer: The Very Best of The Beach Boys è stato ristampato nel 2004 con l'aggiunta di un DVD.
Un'edizione "Platinum collection" di Sound of Summer, che comprende 3 dischi e 62 tracce è stata pubblicata solo in Europa.

## Tracce
1. California Girls (Brian Wilson/Mike Love) - 2:44
2. I Get Around (Brian Wilson/Mike Love) - 2:13
3. Surfin' Safari (Brian Wilson/Mike Love) - 2:05
4. Surfin' USA (Brian Wilson/Chuck Berry) - 2:27
5. Fun, Fun, Fun (Brian Wilson/Mike Love) - 2:18
6. Surfer Girl (Brian Wilson) - 2:27
7. Don't Worry Baby (Brian Wilson/Roger Christian) - 2:47
8. Little Deuce Coupe (Brian Wilson/Roger Christian) - 1:38
9. Shut Down (Brian Wilson/Roger Christian) - 1:48
10. Help Me, Rhonda (Brian Wilson/Mike Love) - 2:46
11. Be True to Your School (Brian Wilson/Mike Love) - 2:08
12. When I Grow Up (To Be a Man) (Brian Wilson/Mike Love) - 2:02
13. In My Room (Brian Wilson/Gary Usher) - 2:12
14. God Only Knows (Brian Wilson/Tony Asher) - 2:51
15. Sloop John B (Trad. Arr. Brian Wilson) - 2:57
16. Wouldn't It Be Nice (Brian Wilson/Tony Asher/Mike Love) - 2:31
17. Getcha Back (Mike Love/Terry Melcher) - 3:00
18. Come Go with Me (C.E. Quick) - 2:05
19. Rock and Roll Music (Chuck Berry) - 2:27
20. Dance, Dance, Dance (Brian Wilson/Carl Wilson/Mike Love) - 2:00
21. Barbara Ann (Fred Fassert) - 2:11
22. Do You Wanna Dance? (Bobby Freeman) - 2:18
23. Heroes and Villains (Brian Wilson/Van Dyke Parks) - 3:38
24. Good Timin' (Brian Wilson/Carl Wilson) - 2:12
25. Kokomo (John Phillips/Mike Love/Scott McKenzie/Terry Melcher) - 3:35
26. Do It Again (Brian Wilson/Mike Love) - 2:18
27. Wild Honey (Brian Wilson/Mike Love) - 2:37
28. Darlin' (Brian Wilson/Mike Love) - 2:12
29. I Can Hear Music (Jeff Barry/Ellie Greenwich/Phil Spector) - 2:36
30. Good Vibrations (Brian Wilson/Mike Love) - 3:36

## DVD:Sights of Summer
1. Surfin' USA
2. I Get Around
3. Surfer Girl
4. Dance, Dance, Dance
5. Little Deuce Coupe
6. Sloop John B
7. Pet Sounds promo film
8. God Only Knows
9. Good Vibrations
10. Do It Again

- 1-4 Live dal The T.A.M.I. Show, 1964
- 5 Live from the Lost Concert, 1964
- 6 Video promozionale, 1966
- 7 Promo film, 1966
- 8 Live montage, 1967 & 1968
- 9-10 Live dall'Ed Sullivan Show, 1968